# دی بنزوتیازپین
دی بنزوتیازپین (انگلیسی: Dibenzothiazepine) گروهی از ترکیبات شیمیایی هستند که از مشتقات تیازپین‌ها بوده و دارای دو حلقه بنزن هستند. کوئتیاپین جزء این دسته است.

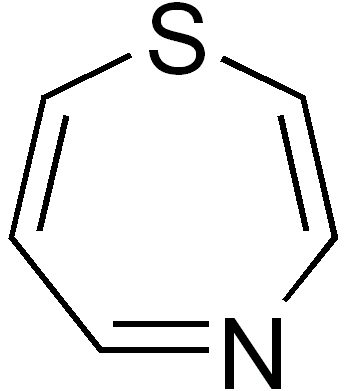
۱٬۴-تیازپین

کوئتیاپین